# 宣穆劉皇后
宣穆劉皇后（せんぼくりゅうこうごう、? - 409年）は、北魏の道武帝の夫人（側室）で、明元帝拓跋嗣の生母。皇后として追尊された。

## 生涯
匈奴独孤部の酋長の劉眷の娘として生まれた。兄は劉羅辰。
登国初年、魏王拓跋珪（後の道武帝）にとついで夫人（側室）となり、華陰公主を生んだ。391年（登国6年）、拓跋嗣を生んだ。後に後宮を取り仕切るようになって寵愛を受けた。
金人の鋳造を命じられて完成しなかったため、皇后位に登ることはなかった。拓跋氏の風習では、後宮で生まれた子が後嗣となると、その母はみな死を賜ることとなっていた。409年（天賜6年）7月、旧法にしたがって死去した。同年（永興元年）10月、明元帝により「宣穆皇后」の諡号が贈られて追尊された。

## 伝記資料
- 『魏書』巻13 列伝第1
- 『北史』巻13 列伝第1